# Розчини гідротермальні
Розчини гідротермальні (рос. растворы гидротермальные; англ. hydrothermal solutions; нім. hydrothermale Lösungen f pl) — гарячі водні розчини, що циркулюють у земній корі тектонічними розломами і беруть участь у тепломасопереносі та мінералоутворенні. Р.г. можуть бути справжніми (молекулярними) та колоїдними. З Р.г. пов'язане формування великого класу рудних гідротермальних родовищ. Інтенсивна діяльність Р.г. відмічається в областях сучасного вулканізму. Походження цих розчинів дуже дискусійне, хоча багато дослідників (Уайт, Набоко, Аллен, Дей, Барт, Германов, Овчинников та ін.) вважають, що формування Р.г. відбувається при змішуванні вадозних вод глибинної циркуляції і ювенільних еманацій. За переважним вмістом тих чи інших аніонів виділяють хімічні типи Р.г. (напр.: хлоридні, сульфатні, хлоридно-бікарбонатні та ін.). Утворення різних типів Р.г. пояснюється їх хім. диференціацією у осередках розвантаження і під час фільтрації через гірські породи. За іншою думкою, рудоносність Р.г. пов'язується з виносом металів з магматичного осередку в формі легкорозчинних летких сполук.